# Xujiayao
Xujiayao, situado en la cuenca del Nihewan, en China, es un yacimiento paleoantropológico  del Pleistoceno superior   famoso por sus fósiles de homininis arcaicos.

## Localización
Xujiayao se encuentra en la orilla oeste del río Liyi, un afluente del río Sanggan. Consta en realidad de dos yacimientos, la localización 73113 y la localización 74093. La localización 73113 se encuentra cerca de la aldea de Xujiayao en el condado de Yanggao, Shanxi, mientras que la localización 74093 se encuentra cerca del pueblo de #Houjiayao en el condado de Yangyuan, provincia de Hebei.

## Descubrimiento y excavaciones
Xujiayao fue descubierto por investigadores del Instituto de paleontología de vertebrados y paleoantropología(IVPP) in 1974. El IVPP realizó excavaciones en 1976, 1977 y 1979. Las excavaciones posteriores, en 2007 y 2008, fueron realizadas por el Instituto provincial de reliquias culturales de Hebei.

## Homininis de Xujiayao

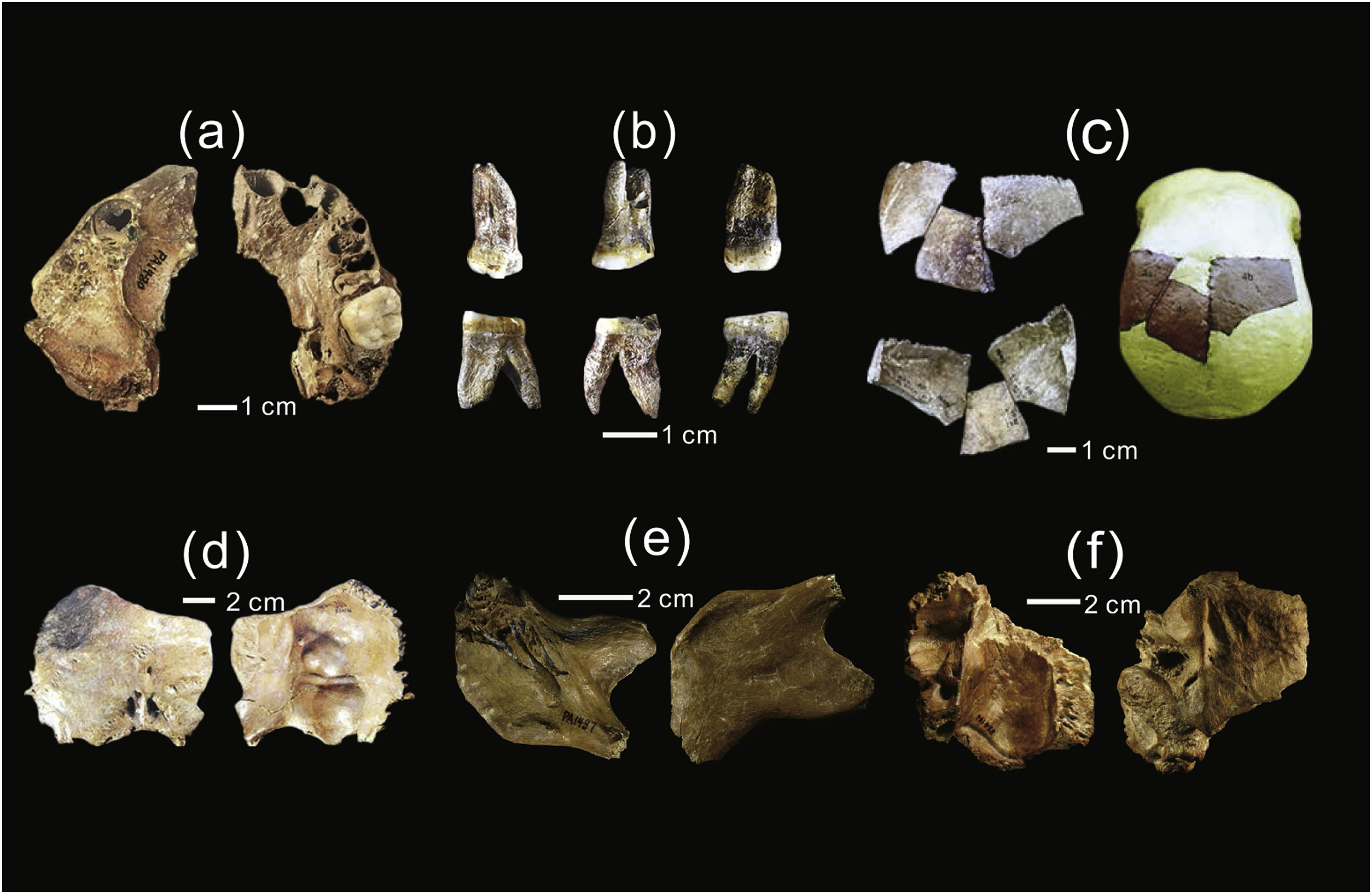
Hominini de Xujiayao.

En Xujiayao se descubrieron 20 fósiles de homininis, consistentes en 12 huesos parietales, 1 hueso temporal, 2 huesos occipitales, 1 fragmento de hueso de mandíbula, 1 maxilar juvenil y 3 dientes aislados.
Los restos fósiles de Xujiayao son difíciles de clasificar y son de un linaje taxonómico incierto, posiblemente representando un linaje de homininis distinto. Los fósiles se caracterizan por una mezcla de rasgos de Homo erectus y Homo sapiens. Los cráneos también tienen una bóveda craneal gruesa, en el rango superior del Homo erectus pekinensis. El maxilar presenta rasgos más típicos del Homo sapiens moderno.
El análisis dental muestra que el hominini de Xujiayao parece conservar muchos rasgos arcaicos encontrados en fósiles de homininis, como el Homo pekinensis, del megalayense y el Pleistocenio medio en Asia Orientall, comparte más similitudes con estos homininis anteriores de Asia Oriental y comparte algunas similitudes con los neandertales. Mientras que la muestra fósil Xujiayao 15 tenía en su mayoría rasgos no neandertales en cuanto a la apariencia, una tomografía axial computarizada reveló que el oído interno, sorprendentemente, estaba dispuesto de una manera que era típica de los oídos internos neandertales.
Uno de los fósiles, el #Xujiayao 11, tenía un foramen parietal agrandado en el cráneo, una anomalía rara que se encuentra en menos de 1 de cada 25 000 casos en los humanos modernos. Xujiayao 11 es el fósil de hominini más antiguo que presenta esta anomalía.
En cuanto a la capacidad cerebral, «Los investigadores reconstruyeron por primera vez un cráneo completo del Hombre de Xujiayao y estimaron que la capacidad craneal del antiguo pariente de los humanos modernos alcanzaba los 1700 centímetros cúbicos» y «La capacidad cerebral media de los humanos modernos es de unos 1.400 centímetros cúbicos y el rango normal es de 1100 a 1700 centímetros cúbicos».

## Fauna
En Xujiayao están representados unos 5000 ejemplares de veintiuna especies distintas. La gran mayoría de los restos pertenecen al caballo de Przewalski y al Equus hemionus. Los siguientes restos más comunes pertenecen a coelodonta, Spirocerus (antílope de Xujiayao/Spirocerus hsuchiayaocus y antílope de Pei/Spirocerus peii), Procapra y Gazella. También se encontraron algunos restos de ciervo rojo, ciervo sika y cerdo.
Los homininis de Xujiayao se destacaron como cazadores de caballos, teniendo acceso regular a la proteína animal, principalmente proveniente de los équidos.

## Artefactos
En Xujiayao también se desenterraron casi 30 000 objetos líticos, de hueso y de asta. Las herramientas encontradas en Xujiayao incluyen raspadores, puntas, gubias, yunques, tajaderas y esferoides. Más del 50% de los artefactos consisten en herramientas acabadas.  Más del 40% de los artefactos consisten en raspadores. Entre los artefactos de este lugar se encuentra la presencia de más de 1000 esferoides de piedra, la mayor cantidad de cualquier yacimiento paleolítico de China.

## Houjiayao
La localización 74093 se encuentra en la vecina aldea de Houjiayao en el condado de Yangyuan, provincia de Hebei.

Aunque los primeros artefactos de piedra se descubrieron en la aldea Xujiayao, es en Houjiayao (provincia de Hebei) donde se ha recuperado una abrumadora mayoría de los materiales arqueológicos, que incluyen 19 fósiles de homínidos tradicionalmente asignados al Homo sapiens arcaico.

### Xujiayao 11

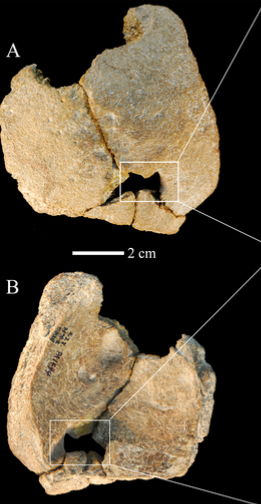
Xujiayao 11.

Se describió y diagnosticó una variante en el neurocráneo del individuo denominado Xujiayao 11, un foramen parietal agrandado que se conecta con un surco vascular ancho. Aunque los forámenes parietales agrandados son conocidos, son poco frecuentes en el humano moderno.
 Las dos piezas más grandes se unen firmemente a lo largo de una sutura, y la más grande de las piezas restantes se une de manera similar a lo largo de una sutura al elemento más grande.